# Menippe
Menippe is een geslacht van kreeftachtigen uit de klasse van de Malacostraca (hogere kreeftachtigen).

## Soorten
- Menippe adina Williams & Felder, 1986
- Menippe frontalis A. Milne-Edwards, 1879
- Menippe hirtipes (Lucas, in Jacquinot & Lucas, 1853)
- Menippe mercenaria (Say, 1818)
- Menippe nodifrons Stimpson, 1859
- Menippe obtusa Stimpson, 1859
- Menippe rumphii (Fabricius, 1798)